# Acrisure Stadium

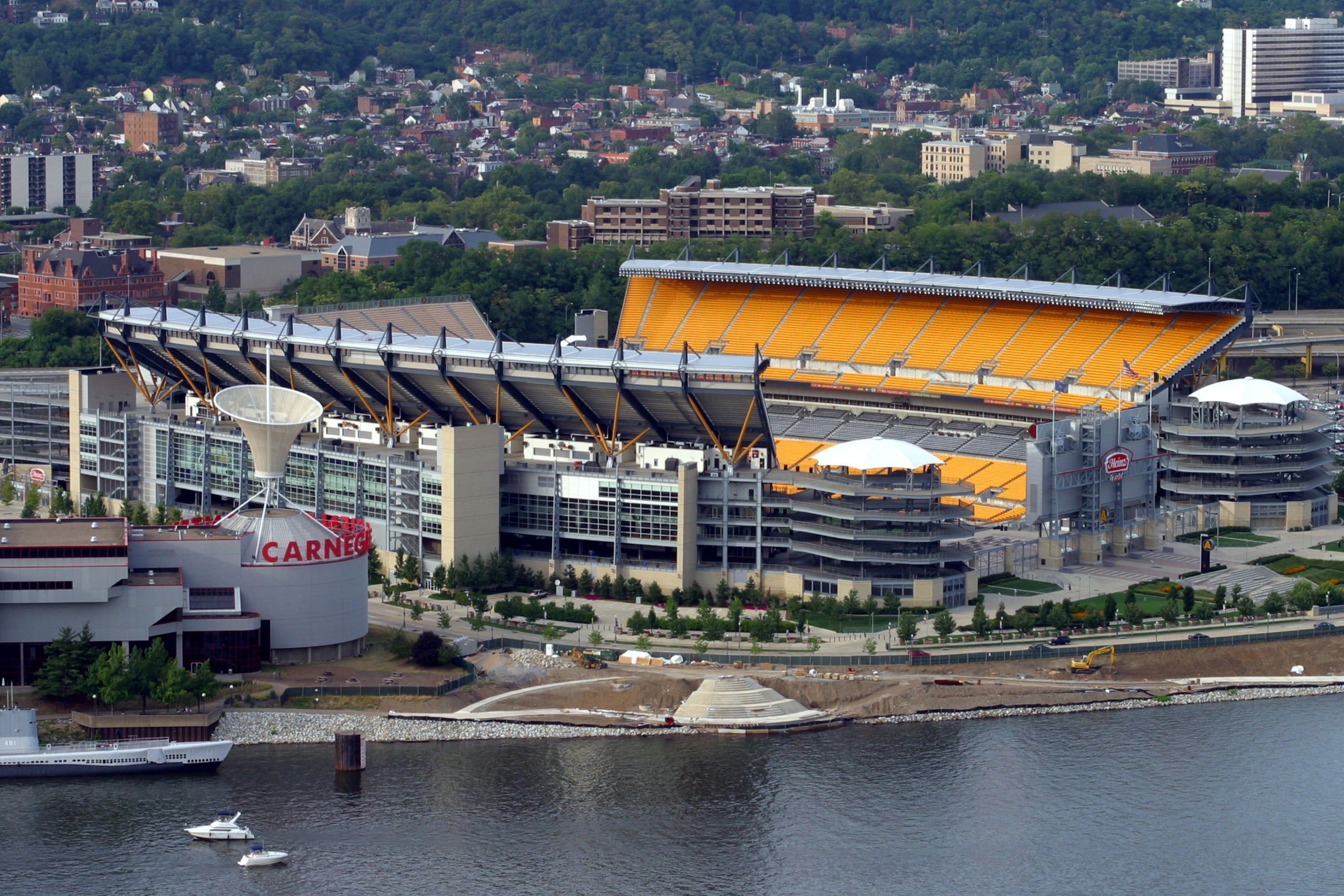
Heinz Field 2005.

Acrisure Stadium, tidigare Heinz Field, är en idrottsarena i Pittsburgh i Pennsylvania i USA. Den öppnades den 18 augusti 2001 och är främst hemmaarena för NFL-klubben Pittsburgh Steelers. Arenan tar in 65 050 åskådare vid matcher i NFL och kan ta in 67 000 vid ishockeymatcher.
Den 1 januari 2011 spelades den årliga NHL Winter Classic på arenan, en match som spelades mellan Pittsburgh Penguins och Washington Capitals.